# Давыдов, Вадим Александрович
Вади́м Давы́дов (наст. имя Дави́д Алекса́ндрович Го́льдман) — писатель-фантаст, современный русскоязычный публицист, работающий на «стыке жанров» социальной фантастики и альтернативной истории.

## Биография
Вадим Давыдов родился 2 декабря 1966 года в Магнитогорске. Он имеет два высших образования — филологическое и экономическое. После службы в армии окончил институт, работал в газете, на радио. Литературной деятельностью занимался со студенческой скамьи, рассказы и стихи публиковались в региональной печати.
Вскоре после распада СССР переехал в Минск, где сменил множество профессий и занятий: был учителем, директором предприятия, корреспондентом, водителем, финансовым консультантом, ночным портье, строителем «и, конечно же, дворником». Много путешествовал.
С 2001 года живёт и работает в Западной Европе. Первый роман — «Год Дракона» — до настоящего времени официально не опубликован. Роман-трилогия «Наследники по прямой» вышел в 2007 и 2008 году в издательстве «Ленинград» (бывш. «Лениздат»). Несколько публицистических статей, посвящённых тематике т. н. «конфликта цивилизаций» и футурошока, опубликованы на домашней странице автора и в электронной газете «Реакционер».

## Творчество

### «Год Дракона»
Наиболее спорное произведение Вадима Давыдова впервые было представлено публике в 2005 году посредством электронных библиотек-порталов «Альдебаран» и «FictionBook». По словам самого автора, «Год Дракона» — книга прежде всего о любви, однако очень многие читатели с этим не согласны. Роман вызвал горячую полемику в самых разнообразных читательских кругах. Эмоционально накалённое, неровное повествование действительно способно вызвать самые противоречивые впечатления. Не исключено, что автор изначально стремился достичь именно такого эффекта. Несмотря на трудность отнесения романа к какому-либо определённому жанру, «Год Дракона» — интересный, хотя и неоднозначный образец современной прозы.

### «Наследники по прямой»
Сразу после публикации в «Самиздате» роман получил своего, в большинстве благодарного, читателя. Первая книга трилогии (издательский титул «Киммерийская крепость») увидела свет в конце 2007 года. В первом полугодии 2008 года опубликованы вторая («Предначертание») и третья («Всем смертям назло») книги романа.
«Наследники по прямой» — крепкий образец жанра альтернативной истории, обретшего взрывную популярность после публикации первого романа Василия Звягинцева «Одиссей покидает Итаку». Типологически роман представляет собой произведение «классической» альтернативной истории, в которой автор не ищет лёгких путей в виде высадки в прошлом десанта из будущего, располагающего «послезнанием» и многочисленными артефактами, позволяющими менять историю по предварительно задуманному сценарию. Герои романа действуют в «настоящей» истории, которую они направляют в новое русло без помощи deus ex machina и прочих элементов иной реальности. В современной российской фантастике это достаточно редкое, чтобы не сказать — уникальное, явление: использование авторами разнообразных «попаданцев» и «засланцев» приняло уже характер эпидемии.
«Наследники по прямой» — это «повествование о страшном и прекрасном времени, о любви, о ненависти, о войне и мире, — сказочная энциклопедия неслучившегося, яркий портрет великой эпохи, чей пафос и смысл уже почти никому не понятен; панорама великой мечты, навсегда канувшей в пустыне жизни», — именно так определяет сам автор лейтмотив произведения. Однако несправедливо умалчивать о том, что это ещё и хорошая литература, какой всегда была и, можно надеяться, останется русская фантастика.